# Karl von Lingen

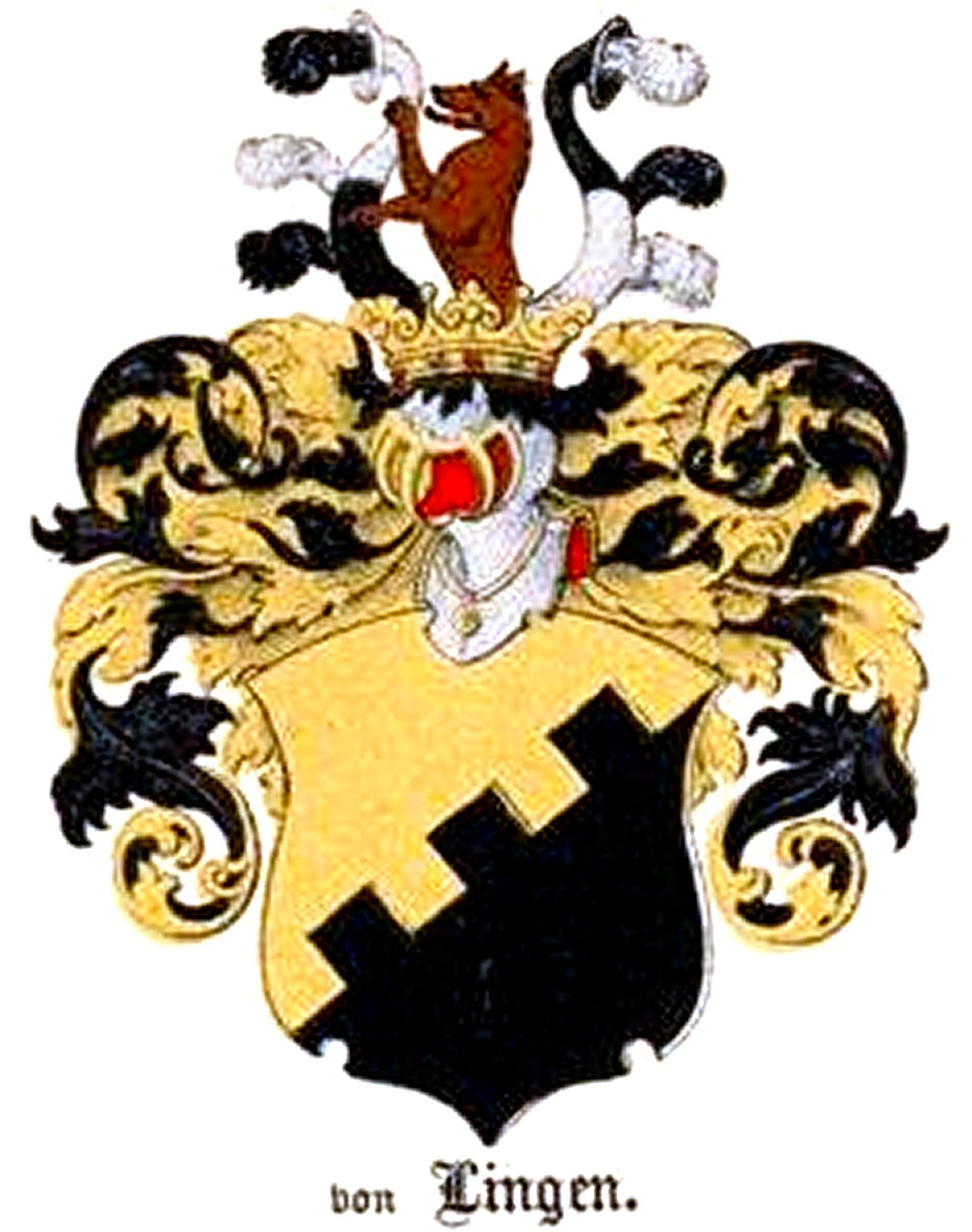
Wappen der baltischen Adelsfamilie „von Lingen“

Karl von Lingen (* 18. Juni 1817 in Sankt Petersburg; † 21. Februar 1896 ebenda) war ein deutsch-baltischer Adelsmann, Arzt und russischer Geheimrat.

## Werdegang
Bis zum Beginn seines Medizinstudiums an der Kaiserlichen Universität Dorpat im Jahre 1835 erhielt Karl von Lingen Privatunterricht. Ab 1839 war er Student in Berlin und promovierte 1842 zum Doktor der Medizin. 1843 legte er in Sankt Petersburg sein russisches Arztexamen ab und praktizierte ebendort ab 1848 als Doktor der Medizin. Von 1843 bis 1853 war er jüngerer Ordinator am Peter-Pauls-Hospital und ab 1853 bis 1862 älterer Ordinator und Chirurg. Seit 1862 war er Oberarzt am Marien-Magdalenen-Hospital in Sankt Petersburg. Gleichzeitig war er von 1851 bis 1861 Direktor der Kleinkinderbewahranstalt des Heiligen Vladimir und 1860–1865 Arzt am Zollamt sowie 1860–1863 Arzt in der gräflichen Kuselewschen Ammenanstalt in St. Petersburg. Seit 1869 war er Mitglied und später Ehrenmitglied des Medico-Philanthropischen-Komitees und ab 1884 Konsultant an den kaiserlichen Fräuleinstiften. Er erhielt den Rang eines russischen Geheimrats.

## Herkunft und Familie
Karl v. L. stammte aus dem deutsch-baltischen Adelsgeschlecht von Lingen, die sich auf der Insel Ösel angesiedelt hatten. Sein Vater war Magnus von Lingen (1789–1865), Herr auf Söttküll und Türsell in Estland, der Bürgermeister in Reval war, dieser war mit Marie von Wistinghausen (1795–1860) verheiratet. Im Jahre 1850 heiratete Karl Marie Juliane von Baer, Edle von Huthorn (1828–1900), ihre Nachkommen waren:
- Karl Magnus Maximilian von Lingen (* 1851 in Sankt Petersburg; † 1924 in Dorpat), russischer Staatsrat ⚭ Agnes Rathlef (1852–1918)
- Auguste Marie von Lingen (* 1852 in Sankt Petersburg)
- Hermann von Lingen (* 1854 in Sankt Petersburg)
- Marie Julie von Lingen (* 1860 † 1896 in Sankt Petersburg)
- Leo Ernst von Lingen (* 1864 in Sankt Petersburg; † 1923 in Dorpat), russischer Wahrer Geheimer Rat ⚭ Edith Willkomm (* 1873), seit 1931 Priorin des Marienstifts zu Reval für unbemittelte Damen der Ehstländischen Ritterschaft[4]
- Elisabeth Marie von Lingen (* 1819 in Sankt Petersburg; † 1928 in Dorpat) ⚭ Hermann Findeisen († 1909), Pastor am evangelischen Hospital in Sankt Petersburg